# Luciano Borgognoni
Luciano Borgognoni (Gallarate, Llombardia, 12 d'octubre de 1951 - Gallarate, 2 d'agost de 2014) va ser un ciclista italià, que fou professional entre 1973 i 1982.
Com a ciclista amateur va guanyar el campionat del món de persecució per equips, junt a Giacomo Bazzan, Giorgio Morbiato i Pietro Algeri. Com a professional les seves principals victòries foren dues etapes al Giro d'Itàlia de 1977.

## Palmarès en ruta
- 1974
  - 1r al Giro del Friül
  - Vencedor d'una etapa del Giro de Sardenya
- 1975
  - 1r al Gran Premi Cemab
- 1977
  - 1r a la Milà-Vignola
  - Vencedor de 2 etapes del Giro d'Itàlia
  - Vencedor d'una etapa del Giro de Sicília

### Resultats al Giro d'Itàlia
- 1973. 94è de la classificació general
- 1975. 23è de la classificació general
- 1977. 53è de la classificació general. Vencedor de 2 etapes
- 1978. 57è de la classificació general

## Palmarès en pista
- 1971
  -  Campió del món de persecució per equips
  -  Campió d'Itàlia de persecució per equips
- 1974
  -  Campió d'Itàlia de persecució
- 1976
  -  Campió d'Itàlia de persecució